# Buskringspinnare
Buskringspinnare (Malacosoma neustrium) är en kraftigt byggd ockragul eller rödbrun ädelspinnare.

## Kännetecken
Hanen har ett vingspann på 26 till 33 millimeter och honan 34 till 42 millimeter. Antennerna är kamtandade, hanens betydligt bredare än honans. Larven är som fullvuxen mellan 45 och 50 millimeter lång med blå grundfärg och orangeröda sidolinjer. Ryggen är svart med vit mittlinje. Huvudet är blått med två svarta fläckar vilket skiljer den från ängsringspinnarens larv.

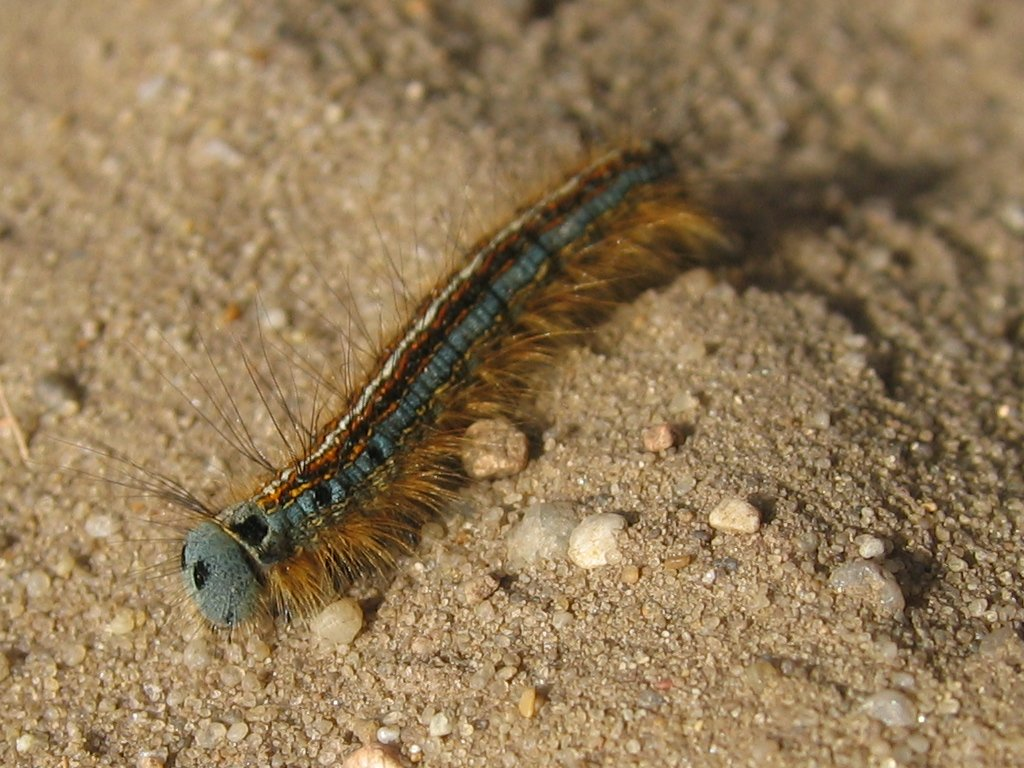
Larv

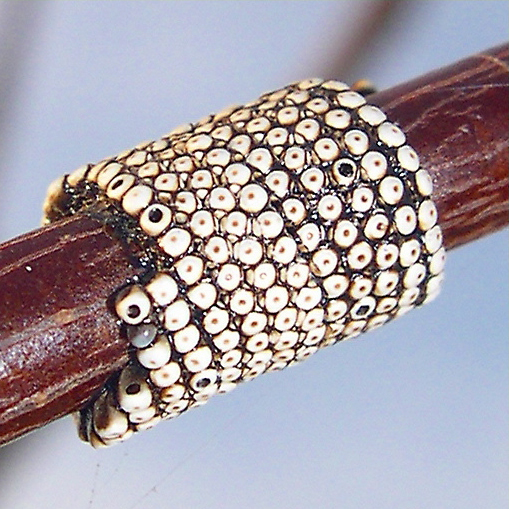
Ägg

## Levnadssätt
Buskringspinnare lever i olika typer av buskrika marker, exempelvis betesmarker, skogsbryn och alvarhedar. I Sydeuropa kan den orsaka viss skadegörelse i fruktodlingar. Fjärilen är nattaktiv och flygtiden är under juli och augusti. Honan lägger 150 till 300 ägg i en spiral runt en tunn gren. Äggen övervintrar och kläcks på våren. Den nykläckta larven har en förmåga att klara sig utan mat i drygt en månad. Den lever på apel, slån, hagtorn, nypon, havtorn, ek, viden, björk eller asp. Larverna lever till en början tillsammans i en spunnen spånad men lämnar denna under sista larvstadiet för att leva ensamma. Den förpuppar sig i en kokong mellan hopspunna blad eller i en barkspringa.

## Utbredning
Buskringspinnaren finns i Götaland och sydöstra Svealand, främst i kustnära områden. Den är talrikast på Öland, Gotland och östra Småland. Populationen varierar mycket år från år. Den finns även i Danmark och södra Norge. Enstaka fynd finns från södra Finland. Den finns i Medelhavsområdet, Centraleuropa och vidare österut genom Ryssland till Kina, Korea och Japan.